# Premios Balrog
Los Premios Balrog, llamados así por los balrogs, seres pertenecientes al universo ficticio creado por J. R. R. Tolkien, fueron premios otorgados a obras de fantasía votados por los fans. Los premios duraron siete años (1979-1985) y, a pesar de las numerosas categorías, nunca fueron tomados seriamente.

## Premiados
- 1979: Blind Voices, de Tom Reamy;
- 1980: Dragondrums, de Anne (Inez) McCaffrey;
- 1981: The Wounded Land, de Stephen R. Donaldson;
- 1982: Camber the Heretic, de Katherine Kurtz;
- 1983: The One Tree, de Stephen R. Donaldson;
- 1984: The Armageddon Rag, de George R. R. Martin;
- 1985: The Practice Effect, de David Brin.